# Sorceress (album d'Opeth)
Pour les articles homonymes, voir Sorceress.
Albums de Opeth
Pale Communion
(2014) In Cauda Venenum
(2019)
Singles
1. Sorceress[1],[2],[3]
Sortie : 2 août 2016

Sorceress (littéralement Sorcière) est le douzième album studio du groupe de metal progressif suédois Opeth paru le 30 septembre 2016,,.
C'est le premier album à paraître sur le label du groupe, Moderbolaget, label sous la licence Nuclear Blast,. Après Heritage et Pale Communion, Opeth continue son virage artistique en s'éloignant du death metal pour explorer d'autres facettes du progressif. Avec des inspirations claires comme Jethro Tull, Deep Purple en passant par King Crimson, Sorceress est salué par la critique qui reconnait la qualité et la prise de risque artistique du groupe.

## Sortie
La sortie de l'album a été annoncé le 15 juin 2016.
Le 2 août 2016, le groupe sort un premier single, Sorceress, via YouTube et Spotify,,.

## Liste des titres
| 1.    | Persephone                 | 1:51 |
| 2.    | Sorceress                  | 5:49 |
| 3.    | The Wilde Flowers          | 6:49 |
| 4.    | Will o the Wisp            | 5:07 |
| 5.    | Chrysalis                  | 7:16 |
| 6.    | Sorceress 2                | 3:49 |
| 7.    | The Seventh Sojourn        | 5:29 |
| 8.    | Strange Brew               | 8:44 |
| 9.    | A Fleeting Glance          | 5:06 |
| 10.   | Era                        | 5:41 |
| 11.   | Persephone (Slight Return) | 0:54 |
| 56:35 |                            |      |

## Crédits

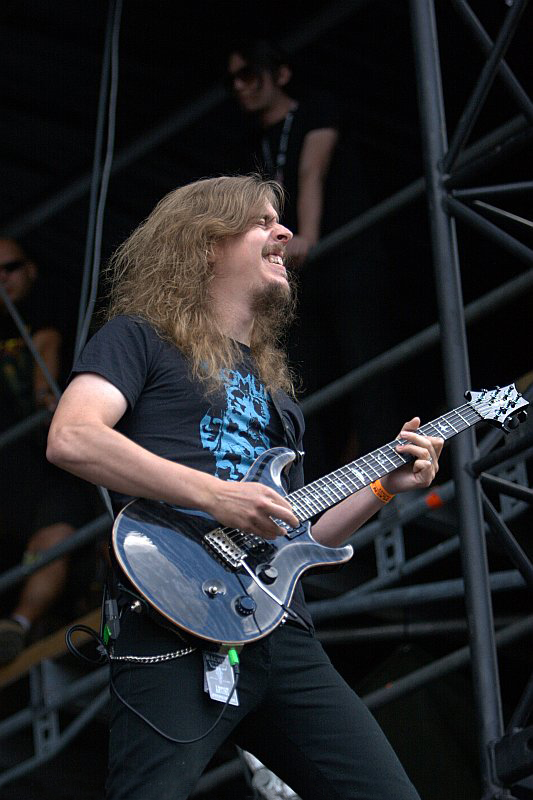
Mikael Åkerfeldt, guitariste et chanteur du groupe

### Composition du groupe
- Mikael Åkerfeldt - Guitare et chant.
- Martín Méndez - Basse.
- Martin Axenrot - Batterie.
- Fredrik Åkesson - Guitare.
- Joakim Svalberg - Clavier.

### Musiciens additionnels
- Will Malone - Arrangements.

### Membres additionnels
- Tom Dalgety - Production.
- Travis Smith - Artwork[4].